# Jay Firestone
Jay Firestone (* 31. Oktober 1956 in einem Vorort von Toronto, Ontario, Kanada) ist ein kanadischer Produzent von Fernsehserien und Filmen.

## Leben
Firestone wurde in einem Vorort von Toronto als drittes von sechs Kindern geboren. Seine jüdischen Eltern heißen Esther und Paul. Er studierte Handel und absolvierte 1979 die McMaster University in Hamilton, Ontario, als Bachelor of Commerce (Honours). Er heiratete Sherry Barad, die an der University of Toronto studierte und arbeitete zuerst als staatlich geprüfter Buchhalter bei KPMG. Bald kam Firestone zur Filmbranche, in der er inzwischen seit über zwanzig Jahren tätig ist. Er produzierte oft als ausführender Produzent international ausgestrahlte Action-Fernsehserien, wie etwa Nikita mit Peta Wilson und Roy Dupuis, Raven – Die Unsterbliche mit Elizabeth Gracen, Relic Hunter – Die Schatzjägerin mit Tia Carrere, Mutant X mit Victoria Pratt, Andromeda mit Kevin Sorbo und Filme wie Das Mädchen gegenüber mit Elisha Cuthbert.
1985 war Firestone Mitbegründer der Alliance Communications Corporation (inzwischen Alliance Atlantis Communications Corp.) und stieg 1992 zum Vizevorsitzenden auf. Nach zehn Jahren verließ er diese Medienfirma und gründete ebenfalls in Toronto im Jänner 1996 die Firma Fireworks Entertainment Inc. Er bekleidete die Stellen des Präsidenten und Chief Executive Officers. Zwei Jahre später war es die viertgrößte Filmproduktionsgesellschaft in Kanada. Sie wurde im Mai 1998 von CanWest Global Communications Corp., einer internationalen Mediengesellschaft und größtem Herausgeber von Tageszeitungen in Kanada, um einen zweistelligen Millionen-Dollarbetrag erworben. Als Vorsitzender und Chief Executive Officer von CanWest Entertainment beschäftigte sich Firestone unter anderem mit Filmproduktionen in Los Angeles, wo etwa Rat Race – Der nackte Wahnsinn, Hardball mit Keanu Reeves, Interstate 60 und The Believer produziert wurden. The Believer gewann 2001 Preise beim Sundance Film Festival und beim Internationalen Filmfestival Moskau. Firestone arbeitete mit Filmgesellschaften von Samuel Goldwyn und Carl Icahn zusammen. Nach fünf Jahren verließ er CanWest Global Communications Corp. zu einer Zeit als die weltweite Nachfrage nach Actionserien nachgelassen hatte. Firestone pflegt weiterhin internationale Geschäftsbeziehungen, zum Beispiel zu Amicus Productions und Intermedia Film.
1995 gewann Firestone einen Gemini Award für ReBoot als beste computeranimierte Fernsehserie.
1998 wurde er als Unternehmer des Jahres (Entrepreneur of the Year) nominiert. Er wurde zweimal bei den Gemini Awards für die Agentenserie Nikita nominiert, nämlich 1998 für einen Canada's Choice Award und 1999 für die beste dramatische Fernsehserie. Diese beiden Nominierungen teilte er sich mit dem Produzenten Jamie Paul Rock. 2001 wurde Firestone für Caitlin's Way als beste Kinderfernsehserie beim Gemini Award nominiert.

## Filmografie
- 1994: ReBoot (Fernsehserie)
- 1996: Pacific Blue – Die Strandpolizei (Pacific Blue) (Fernsehserie)
- 1996: F/X: The Series (Fernsehserie)
- 1996: Mein Sohn – Der Mörder (Murder at My Door)
- 1997–2001: Nikita (La Femme Nikita) (Fernsehserie)
- 1997: 9 1/2 Wochen in Paris (Love in Paris)
- 1998: Phantome des Todes (Shattered Image)
- 1998: There's No Fish Food in Heaven
- 1998: Raven – Die Unsterbliche (Highlander: The Raven) (Fernsehserie)
- 1999: Das Mädchen gegenüber (The Girl Next Door)
- 1999–2002: Relic Hunter – Die Schatzjägerin (Relic Hunter) (Fernsehserie)
- 2000: Caitlin's Way (Fernsehserie)
- 2000: Das blonde Biest – Wenn Mutterliebe blind macht (Poison)
- 2000: Queen of Swords (Fernsehserie)
- 2000: RoboCop: Prime Directives (Miniserie)
- 2000: Road Trip in die Hölle (Blacktop)
- 2001: Trinity
- 2001: The Believer
- 2001: Blond (Blonde)
- 2001: An American Rhapsody
- 2001: Being Eve (Fernsehserie)
- 2001: Jagd auf Mr. Tout (Who Is Cletis Tout?)
- 2001–2004: Mutant X (Fernsehserie)
- 2002: Interstate 60
- 2002: Adventure Inc. (Fernsehserie)
- 2003: Gefangene der Zeit (A Wrinkle in Time)
- 2003: I Love Your Work
- 2003: Andromeda (Fernsehserie)
- 2004: Pigeon
- 2006: Last Chance Cafe
- 2007: Mindhunters (Fernsehserie)
- 2007: Stuck
- 2008: XIII – Die Verschwörung (XIII)